# Vara kommun
Vara kommun är en kommun i Västra Götalands län, i före detta Skaraborgs län. Centralort är Vara.
Jordbrukskommunen Vara är belägen på Västgötaslätten. Kommunens mellersta delar består av en bördig och uppodlad slätt som övergår i Kedumbergens skogsområde i nordväst. Förutom en stor jord- och skogsbruksektor finns även en stor tillverkningsindustri som domineras av små och medelstora företag. 
Sedan kommunen bildades har invånarantalet varit relativt stabilt och legat mellan 15 662 och 17 101 personer. Efter de första två valen på 2010-talet styrdes kommunen av två breda blocköverskridande koalitionener. Mandatperioden 2018–2022 styrs dock kommunen av de borgerliga partierna Centerpartiet, Liberalerna och Moderaterna.

## Administrativ historik
Kommunens område motsvarar socknarna Edsvära, Eling, Fyrunga, Hällum, Jung, Kvänum, Larv, Laske-Vedum, Levene, Long, Längjum, Naum, Norra Vånga, Ryda, Skarstad, Slädene, Sparlösa, Södra Kedum, Södra Lundby, Tråvad, Vara, Västerbitterna, Önum, Österbitterna och Öttum. I dessa socknar bildades vid kommunreformen 1862 landskommuner med motsvarande namn.
Vara municipalsamhälle inrättades i Vara landskommun 26 oktober 1883 och upplöstes 1894 när Vara köping bildades ur landskommunen, vars resterande del införlivades i köpingskommunen 1936. Kvänums municipalsamhälle inrättades 21 november 1913 och upplöstes vid utgången av 1961. Vedums municipalsamhälle inrättades 4 december 1925 och upplöstes vid utgången av 1959.
Vid kommunreformen 1952 bildades i området de fem  "storkommunerna"  Kvänum (av de tidigare kommunerna Edsvära, Fyrunga, Jung, Kvänum, Norra Vånga och Öttum), Larv (av Larv, Längjum och Tråvad), Levene (av Levene, Long, Slädene och Sparlösa), Ryda (av Hällum, Naum, Ryda, Skarstad, Södra Kedum och Önum) och Vedum (av Eling, Laske-Vedum, Södra Lundby, Västerbitterna och Österbitterna) medan Vara köping förblev oförändrad.
1967 införlivades i köpingen Levene, Ryda och Vedums landskommuner.
Vara kommun bildades vid kommunreformen 1971 genom en ombildning av Vara köping. 1974 införlivades Essunga, Kvänums och Larvs kommuner. Ur kommunen utbröts 1983 huvuddelen av det område som utgjort Essunga kommun och återbildades som egen kommun.
Kommunen ingick från bildandet till 1974 i Vara domsaga, och från 1974 till 2009 ingick den i Lidköpings domsaga. Sedan 2009 ingår kommunen i Skaraborgs domsaga.
| Tabell över kommunsammanslagningarna efter 1863 | Tabell över kommunsammanslagningarna efter 1863 | Tabell över kommunsammanslagningarna efter 1863 | Tabell över kommunsammanslagningarna efter 1863 | Tabell över kommunsammanslagningarna efter 1863 | Tabell över kommunsammanslagningarna efter 1863 | Tabell över kommunsammanslagningarna efter 1863 | Tabell över kommunsammanslagningarna efter 1863 | Tabell över kommunsammanslagningarna efter 1863 | Tabell över kommunsammanslagningarna efter 1863 |
| --- | ----------------------------------------------- | ----------------------------------------------- | ----------------------------------------------- | ----------------------------------------------- | ----------------------------------------------- | ----------------------------------------------- | ----------------------------------------------- | ----------------------------------------------- | ----------------------------------------------- |
| Tabellen nedan visar kommunsammanslagningarna till nuvarande Vara kommun från 1863 och framåt. Färgerna antyder att man försökte hålla ihop häraderna när storkommunerna bildades. Tabellen illustrerar även att reformer sällan genomförs i ett steg: det behövs även förplanering, försök, steg, och efterjusteringar. Notera särskilt Levene som var något så ovanligt som en socken delad på tre härader. Essunga kommun är idag egen kommun men var del av Vara en tid. |                                                 |                                                 |                                                 |                                                 |                                                 |                                                 |                                                 |                                                 |                                                 |
| Kommunsammanslagningarna till Vara kommun |                                                 |                                                 |                                                 |                                                 |                                                 |                                                 |                                                 |                                                 |                                                 |
| före reformerna | före reformerna                                 | efter reformen 1862                             | efter reformen 1862                             | efter reformen 1862                             | dito 1952                                       | dito 1952                                       | dito 1971                                       | dito 1971                                       | dito 1971                                       |
| -1862 | -1862                                           | 1863-93                                         | 1894-1935                                       | 1936-51                                         | 1952-66                                         | 1967-70                                         | 1971-73                                         | 1974-82                                         | 1983-                                           |
| härad | socken                                          | landskommun, köpingskommun                      | landskommun, köpingskommun                      | landskommun, köpingskommun                      | "storkommun"                                    | "blockkommun"                                   | enhetlig kommun                                 | enhetlig kommun                                 | enhetlig kommun                                 |
| Barne | Essunga sn                                      | Essunga ln                                      | Essunga ln                                      | Essunga ln                                      | Essunga ln                                      | Essunga ln                                      | Essunga kn                                      |                                                 | Essunga kn                                      |
| Barne | Fåglums sn                                      | Fåglums ln                                      | Fåglums ln                                      | Fåglums ln                                      | Essunga ln                                      | Essunga ln                                      | Essunga kn                                      |                                                 | Essunga kn                                      |
| Barne | Kyrkås sn                                       | Kyrkås ln                                       | Kyrkås ln                                       | Kyrkås ln                                       | Essunga ln                                      | Essunga ln                                      | Essunga kn                                      |                                                 | Essunga kn                                      |
| Barne | Lekåsa sn                                       | Lekåsa ln                                       | Lekåsa ln                                       | Lekåsa ln                                       | Essunga ln                                      | Essunga ln                                      | Essunga kn                                      |                                                 | Essunga kn                                      |
| Barne | Åsaka sn                                        | Åsaka ln (Barne-Åsaka 1886-)                    | Åsaka ln (Barne-Åsaka 1886-)                    | Åsaka ln (Barne-Åsaka 1886-)                    | Essunga ln                                      | Essunga ln                                      | Essunga kn                                      |                                                 | Essunga kn                                      |
| Viste | Bärebergs sn                                    | Bärebergs ln                                    | Bärebergs ln                                    | Bärebergs ln                                    | Essunga ln                                      | Essunga ln                                      | Essunga kn                                      |                                                 | Essunga kn                                      |
| Viste | Främmestads sn                                  | Främmestads ln                                  | Främmestads ln                                  | Främmestads ln                                  | Essunga ln                                      | Essunga ln                                      | Essunga kn                                      |                                                 | Essunga kn                                      |
| Viste | Malma sn                                        | Malma ln                                        | Malma ln                                        | Malma ln                                        | Essunga ln                                      | Essunga ln                                      | Essunga kn                                      |                                                 | Essunga kn                                      |
| Viste | Sparlösa sn                                     | Sparlösa ln                                     | Sparlösa ln                                     | Sparlösa ln                                     | Levene ln                                       |                                                 |                                                 |                                                 |                                                 |
| Kålland | Slädene sn                                      | Slädene ln                                      | Slädene ln                                      | Slädene ln                                      | Levene ln                                       |                                                 |                                                 |                                                 |                                                 |
| Kålland | Levene ln                                       |                                                 |                                                 |                                                 | Levene ln                                       |                                                 |                                                 |                                                 |                                                 |
| Viste | Levene sn                                       |                                                 |                                                 |                                                 | Levene ln                                       |                                                 |                                                 |                                                 |                                                 |
| Barne |                                                 |                                                 |                                                 |                                                 | Levene ln                                       |                                                 |                                                 |                                                 |                                                 |
| Longs sn | Longs ln                                        | Longs ln                                        | Longs ln                                        |                                                 | Levene ln                                       |                                                 |                                                 |                                                 |                                                 |
| Vara sn | Vara ln                                         |                                                 |                                                 |                                                 |                                                 |                                                 | Vara kn                                         |                                                 |                                                 |
| Vara sn | Vara ln                                         | Vara köping                                     |                                                 |                                                 |                                                 |                                                 | Vara kn                                         |                                                 |                                                 |
| Hällums sn | Hällums ln                                      | Hällums ln                                      | Hällums ln                                      | Ryda ln                                         |                                                 |                                                 |                                                 |                                                 |                                                 |
| Kedums sn | Kedums ln (Södra Kedum 1886-)                   | Kedums ln (Södra Kedum 1886-)                   | Kedums ln (Södra Kedum 1886-)                   | Ryda ln                                         |                                                 |                                                 |                                                 |                                                 |                                                 |
| Naums sn | Naums ln                                        | Naums ln                                        | Naums ln                                        | Ryda ln                                         |                                                 |                                                 |                                                 |                                                 |                                                 |
| Ryda sn | Ryda ln                                         | Ryda ln                                         | Ryda ln                                         | Ryda ln                                         |                                                 |                                                 |                                                 |                                                 |                                                 |
| Skarstads sn | Skarstads ln                                    | Skarstads ln                                    | Skarstads ln                                    | Ryda ln                                         |                                                 |                                                 |                                                 |                                                 |                                                 |
| Önums sn | Önums ln                                        | Önums ln                                        | Önums ln                                        | Ryda ln                                         |                                                 |                                                 |                                                 |                                                 |                                                 |
| Elings sn | Elings ln                                       | Elings ln                                       | Elings ln                                       | Vedums ln                                       |                                                 |                                                 |                                                 |                                                 |                                                 |
| Laske | Lundby sn                                       | Lundby ln (Södra Lundby 1886-)                  | Lundby ln (Södra Lundby 1886-)                  | Lundby ln (Södra Lundby 1886-)                  |                                                 |                                                 |                                                 |                                                 |                                                 |
| Laske | Vedums sn                                       | Vedums ln (Laske-Vedum 1886-)                   | Vedums ln (Laske-Vedum 1886-)                   | Vedums ln (Laske-Vedum 1886-)                   |                                                 |                                                 |                                                 |                                                 |                                                 |
| Laske | Västerbitterna sn                               | Västerbitterna ln                               | Västerbitterna ln                               | Västerbitterna ln                               |                                                 |                                                 |                                                 |                                                 |                                                 |
| Laske | Österbitterna sn                                | Österbitterna ln                                | Österbitterna ln                                | Österbitterna ln                                |                                                 |                                                 |                                                 |                                                 |                                                 |
| Laske | Larvs sn                                        | Larvs ln                                        | Larvs ln                                        | Larvs ln                                        | Larvs ln                                        | Larvs ln                                        | Larvs kn                                        |                                                 |                                                 |
| Laske | Längjum och Vässby sn                           | Längjum och Vässby ln (Längjum 1886-)           | Längjum och Vässby ln (Längjum 1886-)           | Längjum och Vässby ln (Längjum 1886-)           | Larvs ln                                        | Larvs ln                                        | Larvs kn                                        |                                                 |                                                 |
| Laske | Tråvads sn                                      | Tråvads ln                                      | Tråvads ln                                      | Tråvads ln                                      | Larvs ln                                        | Larvs ln                                        | Larvs kn                                        |                                                 |                                                 |
| Skåning | Edsvära sn                                      | Edsvära ln                                      | Edsvära ln                                      | Edsvära ln                                      | Kvänums ln                                      | Kvänums ln                                      | Kvänums kn                                      |                                                 |                                                 |
| Skåning | Fyrunga sn                                      | Fyrunga ln                                      | Fyrunga ln                                      | Fyrunga ln                                      | Kvänums ln                                      | Kvänums ln                                      | Kvänums kn                                      |                                                 |                                                 |
| Skåning | Jungs sn                                        | Jungs ln                                        | Jungs ln                                        | Jungs ln                                        | Kvänums ln                                      | Kvänums ln                                      | Kvänums kn                                      |                                                 |                                                 |
| Skåning | Kvänums sn                                      | Kvänums ln                                      | Kvänums ln                                      | Kvänums ln                                      | Kvänums ln                                      | Kvänums ln                                      | Kvänums kn                                      |                                                 |                                                 |
| Skåning | Vånga sn                                        | Vånga ln (Norra Vånga 1886-)                    | Vånga ln (Norra Vånga 1886-)                    | Vånga ln (Norra Vånga 1886-)                    | Kvänums ln                                      | Kvänums ln                                      | Kvänums kn                                      |                                                 |                                                 |
| Skåning | Öttums sn                                       | Öttums ln                                       | Öttums ln                                       | Öttums ln                                       | Kvänums ln                                      | Kvänums ln                                      | Kvänums kn                                      |                                                 |                                                 |

## Geografi
Kommunen ligger cirka 10 mil nordöst om Göteborg i de centrala delarna av landskapet Västergötland. Ån Lidan rinner från öster i en krök genom kommunen mot norr. Vara kommun gränsar i väster till Essunga kommun och Grästorps kommun, i norr till Lidköpings kommun, i nordöst till Skara kommun och i sydöst till Falköpings kommun, alla i före detta Skaraborgs län. I söder gränsar kommunen till Herrljunga kommun i före detta Älvsborgs län.

### Topografi och hydrografi
Jordbrukskommunen Vara är belägen på Västgötaslätten. Berggrunden har en flack överyta och består huvudsakligen av gnejs. Kommunen mellersta delar består av en  bördig och uppodlad slätt som övergår i Kedumbergens skogsområde i nordväst. Vid Sjötorp består landskapet av moränryggar och grusfält och söder om centralorten finns ett stort flygsandsfält. Dessa områden tillkom i samband med den senaste inlandsisens avsmältning. Lidan flyter genom kommunen en mer eller mindre djupt nedskuren dalgång.

### Naturskydd
År 2022 fanns fem naturreservat i Vara kommun, varav fyra förvaltades av Länsstyrelsen i Västra Götaland och ett av kommunen. 
Ranahult var Sveriges första kommunala reservat. Landskapet är kuperat och har varit odlat sedan 1500-talet. Reservatet Rösjö mosse utgörs av Skaraborgs största våtmark och löper även in i Falköpings kommun. I Löjtnantsholm finns öppna, parallella diken som undgått täckdikning. Dessa har bevarats eftersom de har blivit en ovanlig syn i Sverige. De övriga två reservaten var Skallstaden och Levene äng.

### Administrativ indelning
Fram till 2016 var kommunen för befolkningsrapportering indelad i sex församlingar – Kvänum, Larvs, Levene, Ryda, Vara och Vedum.

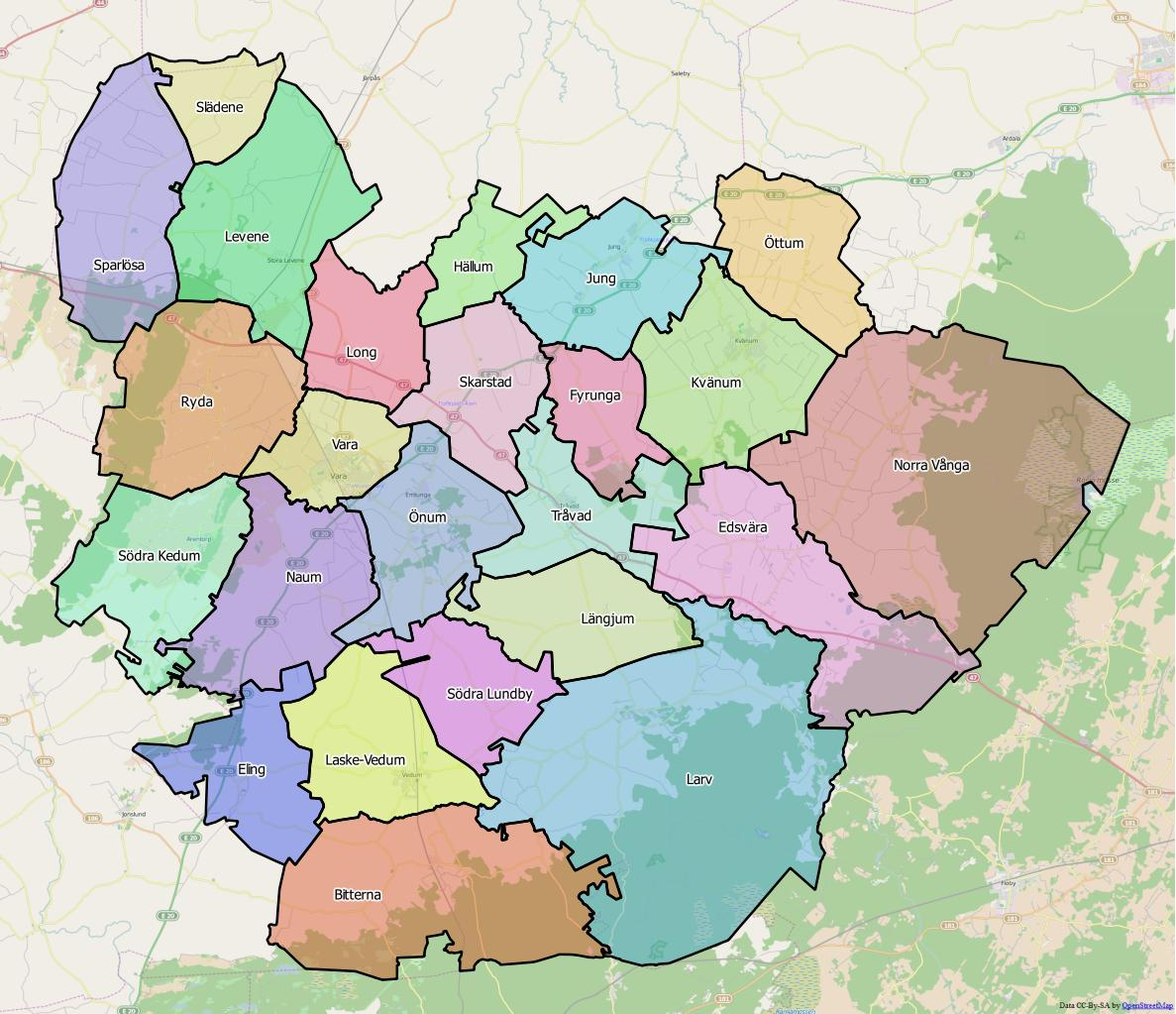
Distrikt (socknar) inom Vara kommun

Från 2016 indelas kommunen istället i 23 distrikt, vilka motsvarar de tidigare socknarna. 
| Distrikten i Vara kommun |
| --- |
| - Bitterna - Edsvära - Eling - Fyrunga - Hällum - Jung - Kvänum - Larv - Laske-Vedum - Levene - Long - Längjum - Naum - Norra Vånga - Ryda - Skarstad - Slädene - Sparlösa - Södra Kedum - Södra Lundby - Tråvad - Vara - Önum - Öttum |

### Tätorter
Enligt SCB:s tätortsavgränsning 2020 fanns nio tätorter i kommunen: Totalt bodde 58,6 procent av kommunens invånare i någon av tätorterna 2020, vilket var lägre än genomsnittet för riket där motsvarande siffra var 87,6 procent.
I tabellen presenteras tätorterna i storleksordning per den 31 december 2023. Centralorten är i fet stil.
| Nr | Tätort       | Befolkning |
| -- | ------------ | ---------- |
| 1  | Vara         | 4 432      |
| 2  | Kvänum       | 1 330      |
| 3  | Vedum        | 945        |
| 4  | Stora Levene | 773        |
| 5  | Arentorp     | 523        |
| 6  | Tråvad       | 490        |
| 7  | Jung         | 395        |
| 8  | Emtunga      | 298        |
| 9  | Larv         | 235        |

## Styre och politik

### Styre
Mandatperioden 2010–2014 styrdes kommunen av en blocköverskridande koalition bestående av Centerpartiet, Kristdemokraterna, Miljöpartiet, Socialdemokraterna och Vänsterpartiet. Koalitionen samlade 25 av 45 mandat. 
Efter valet 2014 fortsatte samma koalition att styra i majoritet. Mandatperioden 2018–2022 styr en minoritetskoalition bestående av Centerpartiet, Liberalerna och Moderaterna.

### Kommunfullmäktige

#### Presidium
| Presidium 2022–2026    | Presidium 2022–2026 | Presidium 2022–2026 |
| ---------------------- | ------------------- | ------------------- |
| Ordförande             | M                   | Per Gunnarsson      |
| Förste vice ordförande | M                   | Johannes Lundén     |
| Andre vice ordförande  | S                   | Bengt Karlsson      |

#### Mandatfördelning 1970–2022
|  | 9 | 15 | 5 | 11 |

| 37 |

| 11 | 20 | 5 |  | 12 |

| 46 |

| 10 | 2 | 20 | 4 |  | 12 |

| 42 | 7 |

| 10 | 8 | 16 | 4 |  | 10 |

| 40 | 9 |

| 12 | 8 | 14 | 2 |  | 12 |

| 40 | 9 |

| 13 | 7 | 13 | 4 |  | 11 |

| 38 | 11 |

|  | 13 |  | 6 | 13 | 4 |  | 10 |

| 39 | 10 |

|  | 11 |  | 3 | 3 | 10 | 4 | 2 | 14 |

| 37 | 12 |

|  | 14 | 2 |  |  | 2 | 11 | 3 |  | 13 |

| 29 | 20 |

| 3 | 12 |  | 10 | 3 | 4 | 16 |

| 28 | 21 |

| 3 | 14 |  | 10 | 4 | 3 | 14 |

| 30 | 19 |

| 2 | 13 |  | 8 | 3 | 2 | 16 |

| 28 | 17 |

| 2 | 14 |  | 2 | 6 | 4 | 2 | 14 |

| 27 | 18 |

| 2 | 16 |  | 5 | 5 | 2 |  | 13 |

| 28 | 17 |

| 2 | 12 | 7 | 4 | 5 | 2 | 13 |

| 28 | 17 |

| 2 | 11 | 8 | 5 | 4 |  | 14 |

| 26 | 19 |

### Nämnder

#### Kommunstyrelse
Totalt har kommunstyrelsen tretton ledamöter. Mandatperioden 2014–2018 tillhörde sex av dessa  Socialdemokraterna, tre  Moderaterna och två tillhörde  Centerpartiet. Liberalerna och Sverigedemokraterna hade en ledamot vardera.
| Presidium 2022–2026    | Presidium 2022–2026 | Presidium 2022–2026  |
| ---------------------- | ------------------- | -------------------- |
| Ordförande             | M                   | Gabriela Bosnjakovic |
| Förste vice ordförande | SD                  | Peter Romlén         |
| Andre vice ordförande  | S                   | Fredrik Nelander     |

#### Övriga nämnder
| Nämnd                      | Ordförande | Ordförande      | Vice ordförande | Vice ordförande |
| -------------------------- | ---------- | --------------- | --------------- | --------------- |
| Socialnämnden              | SD         | Elin Härling    | M               | Helen Bender    |
| Bildningsnämnden           | M          | Peter Jonsson   | M               | Lena König      |
| Miljö- och byggnadsnämnden | M          | Johannes Lundén | S               | Peter Persson   |
| Valnämnden                 | M          | Per Gunnarsson  | S               | Peter Persson   |
| Tekniska nämnden           | M          | Erik Lindström  | HVKB            | Mikael Karlsson |

## Ekonomi och infrastruktur

### Näringsliv

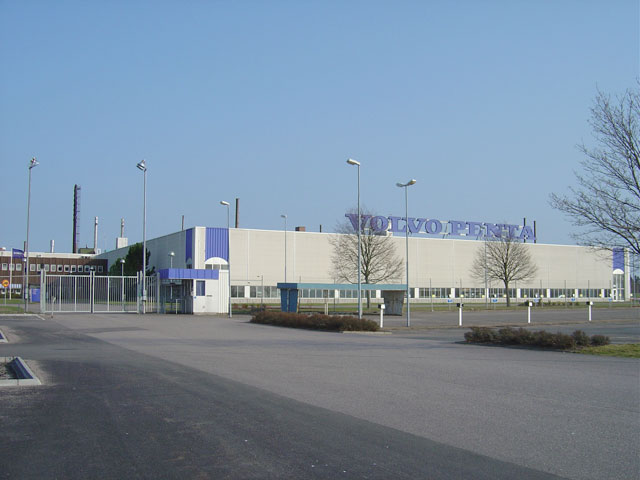
Volvo Pentas fabrik utanför Vara.

Vara är en utpräglad jordbrukskommun. I början av 2020-talet stod jord- och skogsbruket för sju procent av arbetstillfällena i kommunen, vilket var betydligt högre än genomsnittet för Sverige där motsvarande siffra var cirka två procent. Små och medelstora företag dominerade tillverkningsindustrin, som svarade för knappt en tredjedel av arbetstillfällena. Bland de större företagen i kommunen hittas Vedum Kök & Bad AB, Volvo Penta AB och Swegon AB.

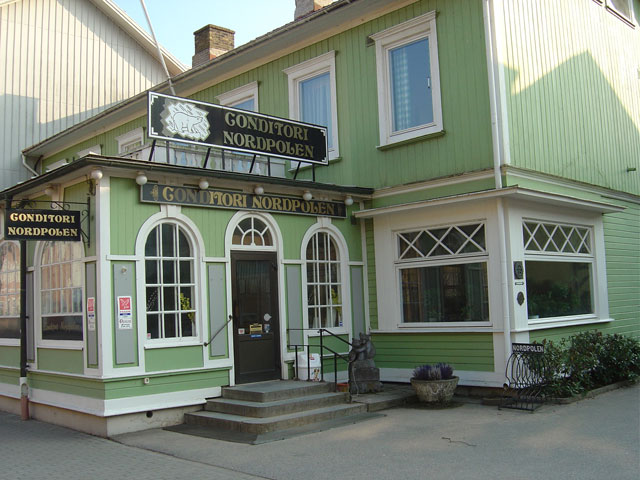
Conditori Nordpolen i Vara.

Bland företag med lång tradition hittas exempelvis Conditori Nordpolen med ett 40-tal anställda 2022.

### Infrastruktur

#### Transporter
Kommunen genomkorsas från sydväst mot nordöst av E20 och från nordväst mot sydöst av riksväg 47. I Vara tar länsväg 187 av åt norr. Från nordöst mot söder genomkorsas kommunen av järnvägen Älvsborgsbanan med stationer i Håkantorp, Vara och Vedum. I Håkantorp i kommunens norra del ansluter Kinnekullebanan åt nordöst med stopp även i Stora Levene. Båda banorna trafikeras av Västtågens regiontåg.

#### Utbildning och forskning
Vara folkbibliotek återfinns på Stora torget i Vara. Det finns även tre filialbibliotek som ligger i Vedum, Kvänum och Levene.
Kommunens gymnasieskola, Lagmansgymnasiet, finns på Allégatan och i direkt anslutning till denna ligger Vara konserthus. Intill ligger också Academy Of Music & Business. På Torggatan 41 ligger också Vara folkhögskola som drivs av Västra Götalandsregionen.

## Befolkning

### Demografi

#### Befolkningsutveckling
Kommunen har 16 069 invånare (31 mars 2025), vilket placerar den på 149:e plats avseende folkmängd bland Sveriges kommuner.
| Befolkningsutvecklingen i Vara kommun 1970–2020 | Befolkningsutvecklingen i Vara kommun 1970–2020 | Befolkningsutvecklingen i Vara kommun 1970–2020 | Befolkningsutvecklingen i Vara kommun 1970–2020 | Befolkningsutvecklingen i Vara kommun 1970–2020 |
| ----------------------------------------------- | ----------------------------------------------- | ----------------------------------------------- | ----------------------------------------------- | ----------------------------------------------- |
|                                                 |                                                 |                                                 |                                                 |                                                 |
| År                                              |                                                 |                                                 | Folkmängd                                       |                                                 |
| 1970                                            | 1970                                            |                                                 | 17 101                                          |                                                 |
| 1975                                            | 1975                                            |                                                 | 16 717                                          |                                                 |
| 1980                                            | 1980                                            |                                                 | 16 932                                          |                                                 |
| 1985                                            | 1985                                            |                                                 | 16 787                                          |                                                 |
| 1990                                            | 1990                                            |                                                 | 16 997                                          |                                                 |
| 1995                                            | 1995                                            |                                                 | 16 844                                          |                                                 |
| 2000                                            | 2000                                            |                                                 | 16 044                                          |                                                 |
| 2005                                            | 2005                                            |                                                 | 16 008                                          |                                                 |
| 2010                                            | 2010                                            |                                                 | 15 762                                          |                                                 |
| 2015                                            | 2015                                            |                                                 | 15 662                                          |                                                 |
| 2020                                            | 2020                                            |                                                 | 16 096                                          |                                                 |

## Historia och kultur

### Historia
Vara kommun ligger mitt i Västergötlands gamla kulturbygd, och flera historiskt intressanta personer har levt och verkat här, bland annat ska kung Stenkil ha bott i Levene, och därmed troligen även dennes söner Halsten och Inge den äldre.
Birger jarls bror, lagmannen Eskil Magnusson, bodde senare i Long, där ännu senare även Birger jarl dog.
I Larv finns Larva hed, där bland annat delar av historien kring Västgötaherrarnas uppror utspelade sig.

### Konstarter

#### Offentlig konst
Vara kommun har en tydlig kulturprofil. I början av 2020-talet fanns ett 30-tal konstverk runt om i utemiljörna och "ett antal" i de  offentliga inomhusmiljörna. De olika konstverken är från olika tidsepoker och gjorda med varierande tekniker. Ett av de offentlig konstverken i utomhusmiljö är Blue Orange utanför resecentrum i centralorten.

### Museum
År 2015 byggdes Vara folkhögskolas elevförbunds forngård och museum som främst visar lantbruksföremål från 1700-1800-talet. På området visas exempelvis Naumstugan och Väderbenstampen. Kålles Rekordmagasin ligger i Tråvad. Museet beskrivs av Visit Vara som ett "privatmuseum rikt på idrotts- och nöjeshistoria. Här finns en särskild våning för OS och VM, spännande fotbollshistoria och allt om tidningen Rekordmagasinet".

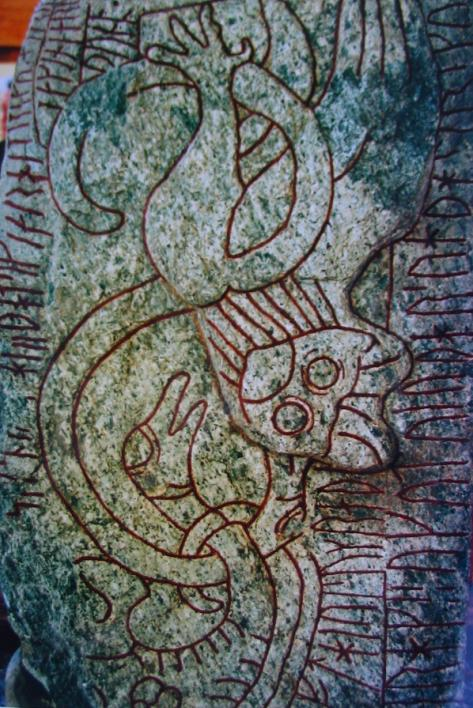
Sparlösastenen.

I en särskild byggnad i anslutning till Sparlösa kyrka visas den märkliga runstenen Sparlösastenen. Den beskrivs som unik då både på grund av dess bilder men också för att den har både samnordiska och svenska runor.

### Kulturarv
År 2022 fanns fem byggnadsminnen i kommunen. Dessa är: Tingshuset i Vara, Bjertorp slott, Slädene storegård, Vedums station och Bengtssonska spannmålsmagasinet.

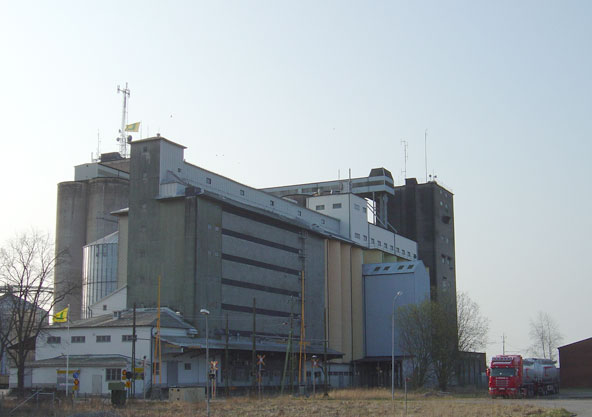
Lagerhuset i Vara.

Lagerhuset i Vara är det enda av de nio statliga lagerhus som, i beredskapssyfte, tillkom under första världskriget och som idag är i drift.